# Iglesia de Lyngsjö

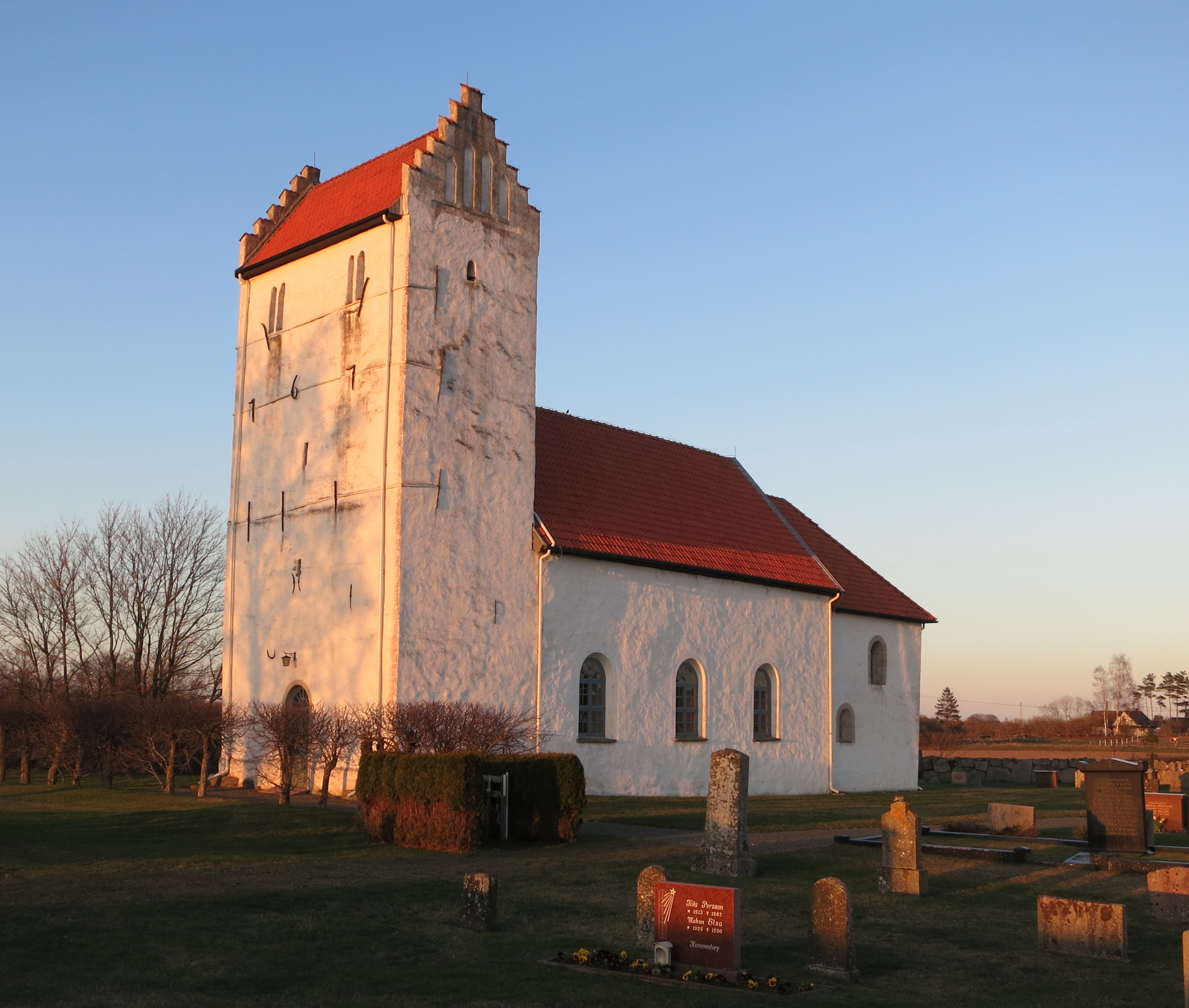
Iglesia de Lyngsjö, vista del exterior

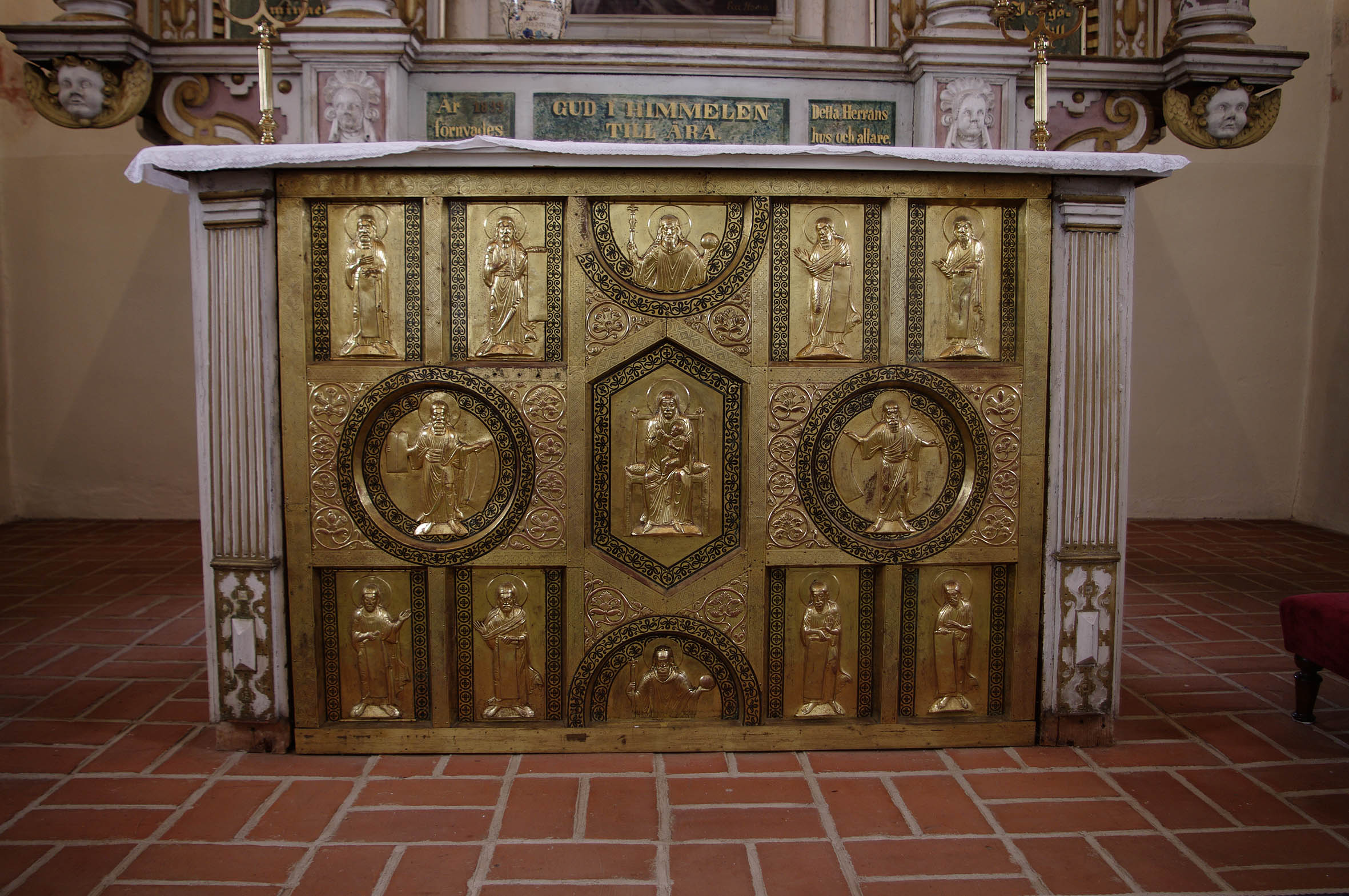
El antepedio dorado de la iglesia.

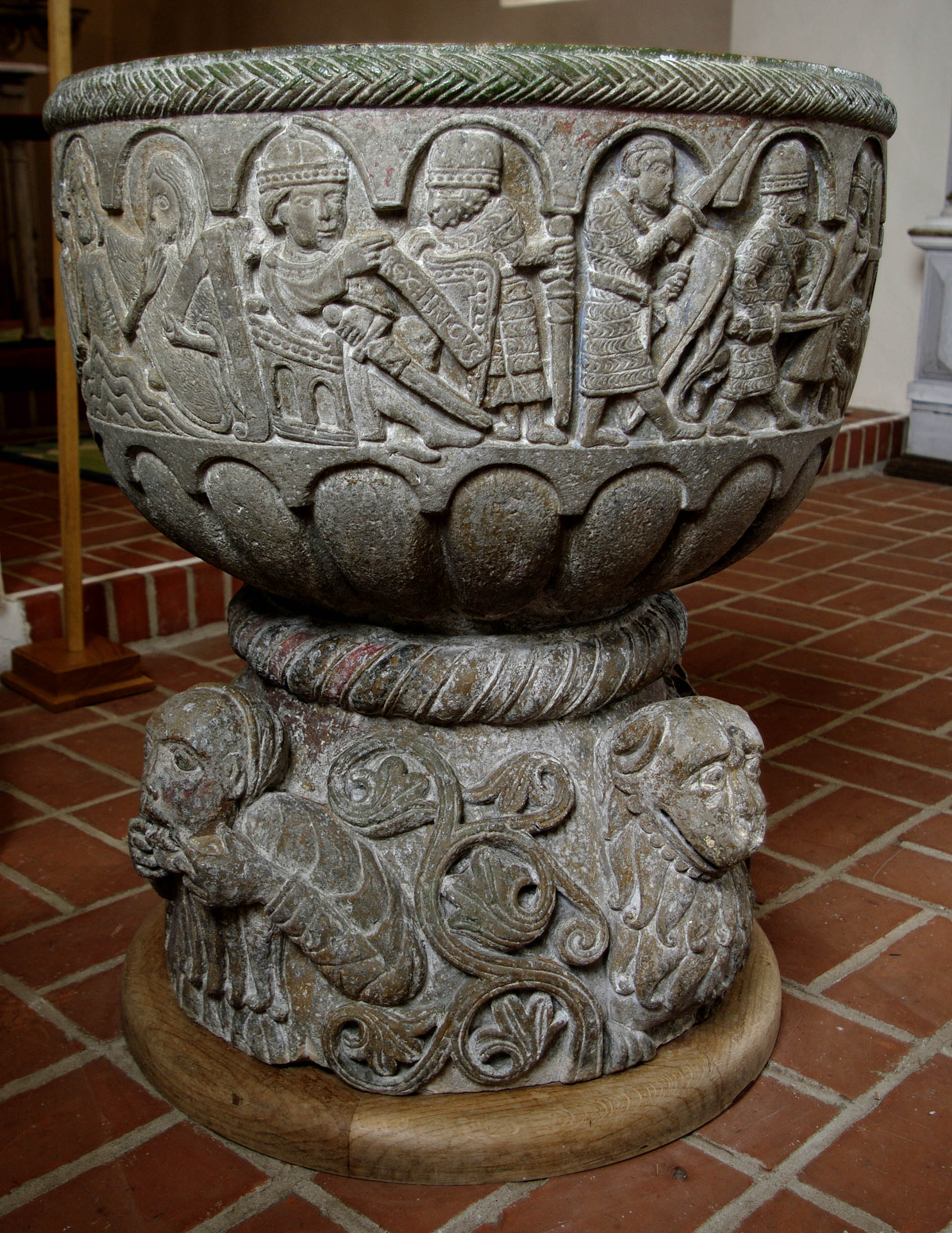
La fuente bautismal, que representa a Enrique II de Inglaterra ordenando el asesinato de Thomas Becket

La iglesia de Lyngsjö ( en sueco: Lyngsjö kyrka ) es una iglesia medieval en Lyngsjö, en la provincia de Skåne, Suecia. La iglesia medieval bien conservada contiene un antependio románico inusual de cobre dorado de origen desconocido. 

## Historia y arquitectura
La iglesia de Lyngsjö fue construida probablemente durante la década de 1140 en estilo románico. El material de construcción es piedra rústica. Desde el principio, la iglesia tenía una amplia torre occidental, una nave, un coro y un ábside. Originalmente, el techo de la iglesia era de bóveda de cañón, pero fue reemplazado en el siglo XV por las bóvedas góticas visibles actualmente. El ábside fue demolido en 1796, y las entradas a la iglesia se alteraron. Inusualmente, la iglesia de Lyngsjö contiene una pequeña entrada amurallada, que mide 114 y 61 cm, en el muro norte. La iglesia fue utilizada para delincuentes que habían sido condenados a muerte; Lynsjö fue entre 1649 y 1750 el centro del Hundred de Gärds härad, y por lo tanto en ella estaban ubicados el palacio de justicia y la horca que servía a la comunidad. A los delincuentes condenados se les daban los últimos sacramentos en la iglesia antes de ser ejecutados, pero se les obligaba a usar la entrada más pequeña para mostrar su humildad ante la iglesia. La última ejecución en Lyngsjö se llevó a cabo en 1836.

## Frescos
La iglesia contiene fragmentos de frescos medievales. Se componen de dos conjuntos diferentes. Los más antiguos son posiblemente de la época en que se construyó la iglesia o de la década de 1190. Fueron descubiertos durante una renovación en 1953 y restaurados al año siguiente. Representan escenas religiosas, incluidos episodios de la vida de Cristo. Un fresco posterior situado en la pared que separa el coro de la nave muestra a San Cristóbal. Este fresco ha sido fechado en el siglo XIV.

## Antependio
Podría decirse que lo más inusual en la iglesia es un antependio o frente de altar dorado, ricamente decorado. Es una obra de arte inusualmente refinada, sin igual en su tipo dentro de los países nórdicos . Según el historiador del arte y exjefe adjunto de Kulturen Claes Wahlöö, sería "más adecuado para el altar mayor de una catedral que para una iglesia rural".  
El antependio está hecho de cobre dorado y contiene 13 figuras. El panel central muestra a María en un trono con el niño Jesús en su regazo. Encima y debajo de ella, están los reyes del Antiguo Testamento, Salomón y David, retratados dentro de semicírculos. A la izquierda de María hay una representación de Aarón, y a su derecha se muestra a Moisés, ambos dentro de los círculos. Las otras ocho figuras representan a los Profetas del cristianismo. El antependio se exhibió en la Exposición Báltica en Malmö en 1914.
Se desconoce el origen del antependio. Se han señalado las similitudes con un antependio del monasterio de Comburg en el sur de Alemania. Se ha sugerido que puede haber sido importado o tal vez fabricado localmente por un orfebre, tal vez italiano o alemán, que trabajó en la construcción de la Catedral de Lund. Se ha fechado entre 1150 y 1170.

## Fuente bautismal
Otro elemento inusual en la iglesia es la pila bautismal. Es de estilo románico, hecha de piedra arenisca local y también data de finales del siglo XII. Se presume que el escultor de la fuente fue el escultor románico conocido por la  firma en otra fuente como Tove. El elemento escultórico principal, ricamente decorado, representa el martirio de Thomas Becket. La elección del motivo probablemente tuvo un significado político y no fue una curiosidad aislada: aproximadamente al mismo tiempo fue llevada a la Iglesia Gumlösa una reliquia de Thomas Becket, también en Skåne,  .
El friso de alrededor de la fuente muestra el asesinato de Thomas Becket. Enrique II de Inglaterra ordenó el asesinato desde su trono;  para dejar en claro su identidad, el escultor realizó un pequeño cartel a su lado con la inscripción REX.HRICVS (interpretado como "Rey Enrique" en latín ). Hayu varios soldados con espadas desenvainadas que se están moviendo hacia él, y se lo representa cayendo, golpeado por uno de los soldados. Detrás hay un altar y otra figura clerical con una cruz; se ha interpretado como una representación de Edward Grim o Thomas Becket ya como santo. La siguiente escena muestra a Becket ascendiendo al cielo. El resto de la decoración escultórica de la fuente representa temas religiosos tradicionales, como la Coronación de la Virgen, así como bestias grotescas típicamente románicas y animales imaginarios.

## Otro mobiliario
El retablo de la iglesia, colocado detrás del altar y el antependio, es una pieza ricamente decorada del siglo XVII. El púlpito también se hizo hacia 1600. La iglesia tiene además dos campanas. La más grande es del siglo XIII, mientras que lamás pequeña fue donada  a la iglesia por un residente en el pueblo que había emigrado a los Estados Unidos en el siglo XIX. Lleva la inscripción Åt Lyngby kyrka af Pehr S. Peterson, Chicago, AD 1889 ("A la Iglesia Lyngby sic de Pehr S. Peterson, Chicago, AD 1889"), y se hizo en Nueva York.

## Santa primavera
A unos 800 metros al norte de la iglesia se encuentra un manantial que se ha considerado sagrado, probablemente desde la época precristiana. Durante la Edad Media, se asoció con Santa Elena. Ya en el siglo XVIII, se consideraba que sus aguas tenían propiedades milagrosas.